# Остров раптора
«Остров раптора» (англ. Raptor Island) — американский телевизионный фильм 2004 года. Сочетает элементы фантастического боевика и фильма ужасов.

## Сюжет
Преследуя террористическую группировку, группа спецназовцев высаживается на остров в Южно-Китайском море. Там им приходится встретиться с ещё большей опасностью — на острове обитают хищные динозавры, мутировавшие в результате радиоактивного облучения. Спецназовцам приходится бороться за свою жизнь во враждебной обстановке.

## В ролях
- Лоренцо Ламас — Хаккет
- Стивен Бауэр — Азир
- Хэйли Дюмон — Джейми Коул
- Майкл Кори Дэвис — Маркус
- Питер Джейсон — капитан
- Христо Шопов — Куинн
- Атанас Сребрев — Саймон
- Юлиан Вергов — Рашид
- Джонас Токингтон — техник радара

## Продолжение
Несмотря на крайне негативные отзывы критиков и зрителей (рейтинг 2,4 из 10 на сайте IMDB), в 2007 году режиссёр Гэри Джонс снял телефильм-продолжение «Планета динозавров» (англ. Planet Raptor), также известный как «Планета юрского периода» (англ. Jurassic Planet), где в одной из главных ролей (но не в той же, что и в первом фильме) также снялся Стивен Бауэр.